# Secretaria de Parcerias em Investimentos do Estado de São Paulo
| Secretaria de Parcerias em Investimentos                   |                               |
| Rua Iaiá, 126 – Itaim Bibi – Sâo Paulo/SP – CEP: 04542-060 |                               |
| Criação                                                    | 1 de janeiro de 2023 (2 anos) |
| Atual secretário                                           | Rafael Benini Diego Domingues |
| Orçamento                                                  | R$ 7 990 000 000 (2025)       |

A Secretaria de Parcerias em Investimentos é um órgão público do estado de São Paulo criado por meio do decreto n°67.435 de 01 de janeiro de 2023 durante o mandato de Tarcísio de Freitas. O órgão foi criado com o objetivo de facilitar e atrair investimentos do setor privado e contratos de concessões nos setores de serviços públicos do estado de São Paulo para gerar lucros e desenvolvimento a longo prazo, além da geração de empregos e melhoria da infraestrutura urbana. Atualmente, a secretaria atua principalmente no setor de mobilidade urbana do estado, tendo como principal programa o Programa de Parcerias de Investimentos do Estado de São Paulo (PPI-SP), que conta com a concessão, contratação e retomada de obras de diversos projetos de infraestrutura relacionados a mobilidade urbana, água e energia, rodovias e outros projetos sociais no estado de São Paulo, como, por exemplo, o trecho norte do Rodoanel Mário Covas, complexos hospitalares e habitacionais por todo o estado e o Túnel Santos-Guarujá. Além do PPI-SP, há também o programa São Paulo nos Trilhos (SP nos Trilhos). Com todos os projetos e programas, estima-se um total de cerca de R$ 470 bilhões em investimentos nos próximos anos.

### São Paulo nos Trilhos
O programa São Paulo nos Trilhos foi lançado no ano de 2024 pelo governador Tarcísio de Freitas com o objetivo de expandir a malha metroferroviária do estado para até cerca de 1000 quilômetros de extensão, atualmente contando com cerca de 40 projetos, entre eles, as expansões das linhas de trem e metrô metropolitanas da Região Metropolitana de São Paulo, como as linhas 2-Verde, 4-Amarela, 5-Lilás, 10-Turquesa, 11-Coral, 13-Jade e 15-Prata, assim como a possível futura concessão de cada ramal da cidade. Além desses, há também planos para a construção de diversos outros ramais de trem e metrô, como as linhas 14-Ônix, 16-Violeta, 19-Celeste e 20-Rosa, além do eixo norte da malha de TIC que se pretende construir em São Paulo, o Trem Intercidades São Paulo-Campinas. Com todos esses planos, estima-se que cerca de R$ 194 bilhões sejam gastos ao todo para a execução dos projetos.